# 佐竹十喜雄
佐竹 十喜雄（さたけ ときお、1933年 - ）は、日本の牧師、神学校教師。国分寺バプテスト教会協力牧師、国内開拓伝道会(KDK)総主事、東京キリスト教学園評議会、聖契神学校牧会学教師。山形県山形市生まれ。

## 経歴
1949年7月10日、保守バプテスト同盟山形第一聖書バプテスト教会でバプテスマ（洗礼）を受ける。1959年、聖書神学舎を卒業、山形第一聖書バプテスト教会牧師に就任。1962年、山形第一聖書バプテスト教会牧師を辞任。山形県新庄市で開拓伝道を開始し、新庄東山バプテスト教会（現保守バプテスト同盟新庄東山教会）を設立。1963年、仙台バプテスト神学校で舎監と教師を務める。1965年 東京都国分寺市で開拓伝道を開始する。日本バプテスト教会連合国分寺バプテスト教会を設立。1995年、国分寺バプテスト教会を退任。

## 著書
- 『この岩の上に』いのちのことば社、1998